# Rue Caussette
Cet article possède un paronyme, voir Rue Cassette.
La rue Caussette (en occitan : carrièra de la Cauceta) est une voie de Toulouse, chef-lieu de la région Occitanie, dans le Midi de la France.

## Situation et accès

### Description
La rue Caussette est une voie publique. Elle se trouve dans le quartier Saint-Georges.
Elle naît de la rue du Rempart-Villeneuve. Longue de 115 mètres, large de seulement 6 mètres, elle est orientée au nord. Elle se termine au carrefour de la rue Rivals, face au no 15.
La chaussée compte une seule voie de circulation automobile à sens unique. Elle appartient à une zone de rencontre et la vitesse y est limitée à 20 km/h. Il n'existe pas de piste, ni de bande cyclable, quoiqu'elle soit à double-sens cyclable sur toute sa longueur.

### Voies rencontrées
La rue Caussette rencontre les voies suivantes, dans l'ordre des numéros croissants :
1. Rue du Rempart-Villeneuve
2. Rue Rivals

## Odonymie
L'origine du nom de la rue, qui existe depuis le XVIIIe siècle, est mal connue. Peut-être s'agit-il du nom d'une personnalité qui y possédait une maison. Au XVe siècle, elle n'était que le canton – c'est-à-dire la ruelle – du Négogousses : en effet, elle débouchait sur la rue de ce nom (actuelle rue Rivals). En 1794, pendant la Révolution française, elle fut quelque temps désignée comme la rue le Discernement, sans que cette nouvelle appellation soit conservée.

## Patrimoine et lieux d'intérêt
- no  2 : Café Benjamin.
L'immeuble est construit en 1940 dans le goût Art Déco, et particulièrement dans le style « paquebot », sur les plans de l'architecte Michel Munvez. Il s'élève à l'angle de la rue du Rempart-Villeneuve (actuel no 3 bis), l'angle aigu de la rue étant mis en valeur par l'arrondi du bâtiment. Au rez-de-chaussée, qui accueillait à l'origine le Café Benjamin, s'ouvre une baie à six pans[4].